# جورج کوهلر
جورج کوهلر (انگلیسی: Georg Köhler; ۱ فوریهٔ ۱۹۰۰ – ۲۷ ژانویهٔ ۱۹۷۲) بازیکن فوتبال اهل آلمان بود.
از باشگاه‌هایی که در آن بازی کرده‌است می‌توان به باشگاه فوتبال درسدنر اشاره کرد.
وی همچنین در تیم ملی فوتبال آلمان بازی کرده‌است.